# اما من یک تشویق کننده‌ام
اما من یک تشویق کننده‌ام (به انگلیسی: But I'm a Cheerleader) فیلمی محصول سال ۱۹۹۹ و به کارگردانی جیمی بابیت است. در این فیلم بازیگرانی همچون ناتاشا لیون، کلیا دووال، ملانی لینسکی، روپال، ادی سیبیران، ریچارد مول، کاترین تاون، کتی موریارتی، دانته باسکو، کیپ پاردیو، میشل ویلیامز، مینک استل، باد کرت، ژولی دلپی ایفای نقش کرده‌اند.